# Peter Grant (football)
Pour les articles homonymes, voir Peter Grant.
Peter Grant (né le 30 août 1965 à Bellshill, North Lanarkshire, Écosse) est un joueur de football international écossais, reconverti comme entraîneur.

## Carrière en club
La carrière de Peter Grant s'est principalement déroulé en Écosse, où il ne joua que pour un club, le Celtic FC. Sur la fin de sa carrière, il connaîtra aussi le championnat anglais, signant pour Norwich City en 1997. Le manager de Norwich City, Mike Walker avait déjà essayé de le faire venir à Carrow Road, en 1992, mais à l'époque, le Celtic FC n'avait pas voulu se séparer d'une de ses pièces maîtresses.
En 1997, par contre, le Celtic FC fut d'accord pour laisser partir son joueur de 32 ans alors, contre un montant de 200 000 £. Mike Walker qui venait de renoncer à faire signer l'ancien capitaine du FC Barcelone, José María Bakero, n'hésita pas à faire signer Peter Grant, qui restera deux saisons à Norwich City. À l'occasion de son départ après 15 saisons, le Celtic FC organisa un match jubilé contre le Bayern Munich.
Finalement, Grant finit sa carrière dans les clubs de Reading et du AFC Bournemouth.
Peter Grant était sujet à l'ichthyophobie, c'est-à-dire la phobie des poissons et des créatures marines.

## Carrière d'entraîneur
Après la fin de sa carrière de joueur, il entraîna l'équipe de Norwich City pendant une saison en 2006-2007. Il occupa aussi des postes d'entraîneur-adjoint dans les clubs du AFC Bournemouth, West Ham United, West Bromwich Albion et Aston Villa.

## Carrière internationale
Durant sa carrière, il connaît deux sélections avec l'Écosse, en 1989, pendant le règne d'Andy Roxburgh.

### Détail des sélections
| Sélection | Date        | Lieu                          | Compétition        | Résultat | Adversaire | Titulaire/Remplaçant        | Maillot n° |
| --------- | ----------- | ----------------------------- | ------------------ | -------- | ---------- | --------------------------- | ---------- |
| 1re       | 27 mai 1989 | Hampden Park, Glasgow, Écosse | Coupe Stanley-Rous | D 0-2    | Angleterre | Remplace Bobby Connor (59e) | 12         |
| 2e        | 30 mai 1989 | Hampden Park, Glasgow, Écosse | Coupe Stanley-Rous | V 2-0    | Chili      | Titulaire                   | 7          |

## Palmarès
- avec Celtic FC :
  - Champion d'Écosse : 2 (1985-1986, 1987-1988)
  - Coupe d'Écosse : 4 (1985, 1988, 1989, 1995)